# Charles August Lindbergh
Charles August Lindbergh Sr. (nascido Carl Månsson; 20 de janeiro de 1859 - 24 de maio de 1924) foi um congressista dos Estados Unidos pelo 6º distrito congressional de Minnesota de 1907 a 1917. Ele se opôs a entrada dos Estados Unidos na Primeira Guerra Mundial, bem como ao Federal Reserve Act de 1913. Lindbergh é mais conhecido como o pai do famoso aviador Charles Lindbergh.